# Deathmatch

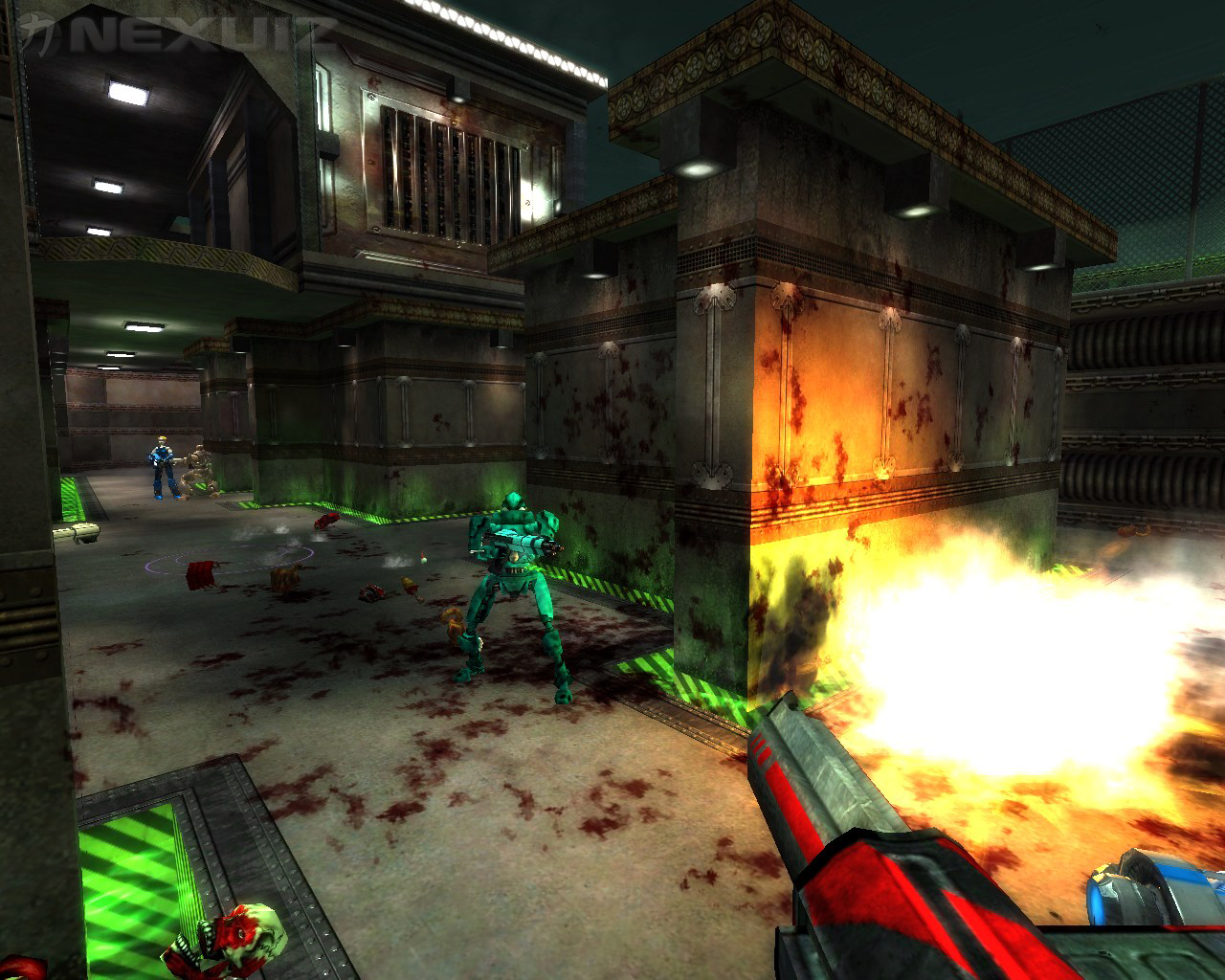
Przykładowy zrzut ekranu ukazujący postacie innych graczy jako przeciwników

Deathmatch (w skrócie DM; ang. wym. [ˈdɛθmæt͡ʃ]; znany też jako Player vs All, Free For All) – tryb rozgrywki w grach wieloosobowych, znany przede wszystkim z gier FPS. Celem gry w trybie deathmatch jest zabicie jak największej liczby graczy przed upływem limitu czasowego bądź do momentu, gdy któryś z przeciwników nie zdobędzie odpowiedniej liczby zabójstw. Zazwyczaj zabity gracz musi poczekać na swój respawn, aby grać dalej.
W trybie team deathmatch (TDM) gracze podzieleni są na zazwyczaj dwie (lecz zdarza się i więcej) drużyn, mających osobny licznik zabójstw. Friendly fire (ogień sprzymierzeńców) może zadawać obrażenia lub nie, zależnie od ustawień. Jeżeli zadaje, to gracz, który zabił sprzymierzeńca (taka sytuacja to team kill), zazwyczaj zmniejsza swój wynik, a przez to wynik drużyny, o określoną w ustawieniach liczbę punktów. Drużyna z największą liczbą zdobytych zabójstw w momencie końca gry wygrywa.
Innym wariantem jest last man standing, gdzie wygrywa ostatni żywy gracz.

## Historia
Pierwszy deathmatch został rozegrany prawdopodobnie w 1983 roku przez Drewa Majora i Kyle’a Powella w grze Snipes. Termin deathmatch pierwszy raz został oficjalnie użyty przez Johna Romera w 1993 roku podczas zapowiedzi gry Doom, a później zdobył popularność dzięki serii gier Quake.